# ノロドム・シリウッド
ノロドム・シリウッド（クメール語: នរោត្តម សិរីវុឌ្ឍ / Norodom Sirivudh, 1951年6月8日 - ）は、カンボジアの王族、政治家。カンボジア内戦期はフンシンペック（シハヌーク派）幹部としてパリを拠点に活動し、和平協定成立後はフンシンペック党事務局長、王国政府外務・国際協力大臣（外相）、副首相を歴任した。現在は甥のシハモニ国王の下で最高枢密顧問官を務める。
また外相在任時に、非政府系シンクタンク・カンボジア協力・平和研究所を創設し、同理事長を務める。
シリウット、シリヴッド、シリブッドとも表記される。

## 経歴
シリウッド親王は1951年、フランス保護下のカンボジア・プノンペンにおいて、ノロドム・スラマリット親王（後のカンボジア国王）の第3王子、シハヌーク国王の異母弟として生まれた。
カンボジア国内では科学を学んでいたが、1970年の右派ロン・ノル将軍のクーデターにより王政が廃止される。

### 留学時代
1972年からはパリに留学し、経済学を学ぶ。この学生時代に、シハヌークを議長とするカンプチア民族統一戦線に参加した（別資料では、1971年参加とある。）
1975年のロン・ノル政権崩壊後もパリに留まり、1976年にパリ・ドフィーヌ大学（パリ第9大学）で経済学修士の学位を取得した。

### フンシンペックにおける政治活動
1981年、兄シハヌークが王党派組織フンシンペックを設立するとこれに参加。後には甥のラナリット親王の首席代表を務めた。
1988年、フンシンペックの人道問題担当部門の長に任ぜられ、また同年のジャカルタ和平会談ではフンシンペック代表団の1人となり、1991年の和平協定成立まで務めた。この間、1989年にフンシンペック事務局長に就任し、1990年まで務めていた。

### カンボジア和平後
和平協定成立後の1991年11月7日、シリウッドは20年ぶりに帰国することになる。1993年の議会選挙ではコンポンチャム州の代表として当選し、6月末にはフンシンペックとカンボジア人民党の連立からなる「カンボジア暫定国民政府」の外務・国際協力大臣（外相）に任命され、7月1日に制憲議会で承認された。
また同年9月の王政復古後は、連立政府の共同副首相および外務大臣に任命され、10月29日に国会で承認された。
1993年末にフンシンペック党事務局長に任命。1994年、プノンペンを拠点とする非政府系シンクタンク組織、カンボジア協力・平和研究所 (CICP) 理事長に就任する。しかし、フンシンペック党首のラナリット第一首相が急速にフン・センに接近したのに対し、シリウッドはシハヌーク国王の路線に近かったことから、両者の間に深刻な対立が生じることとなる。
1994年10月20日、同じくシハヌーク国王に近いサム・ランシー経済財政大臣が更迭されると、これに抗議して25日に共同副首相および外務大臣を辞任した。

### パリ亡命
大臣辞任後はますます政権批判を強め、1995年11月17日にはフン・セン第二首相暗殺謀議の容疑で逮捕された。シリウッドは12月21日（別資料では11月21日）、シハヌーク国王の口添えで出国し、フランスに亡命した。翌1996年2月22日、この暗殺謀議に関する初公判がプノンペン市裁判所で開かれ、被告欠席のまま禁固10年の判決が下される。
ところが、同年7月1日にはフンシンペックとクメール国民党、およびシリウッドにより「カンボジア民主連合」が結成され、フン・セン率いる人民党に対抗することとなる。同年末にシリウッドは帰国の意思を表明するが、これにフン・センが反対し、翌1997年4月には帰国を企てたが途中断念した。

### 政界復帰
1998年7月の総選挙の後、人民党とフンシンペックの間で連立交渉がなされ、11月の連立合意によりシリウッドを含むフンシンペック関係者5人に恩赦を与えることが決められた。これにより、シリウッドは1999年1月20日、3年ぶりの帰国が叶った。同年4月、国王最高枢密顧問官に指名される。
2001年7月5日（別資料では6月28日）、再びフンシンペック党事務局長に就任。2003年7月の総選挙ではカンダル州の代表として当選し、2004年7月15日、副首相兼内務省共同大臣に任ぜられた。2005年8月にはベトナム人民警察60周年記念式典への参加のため内務省代表団を率いて訪越し、ベトナム政府より友好勲章を授与された。
しかし、2006年3月の憲法改正および共同大臣制廃止に伴い、3月2日に内務省共同大臣を解任された。
同年3月14日、国外に出発するラナリット党首により、シリウッドは党首代行に任命されるが、3月21日には国会により副首相職も解任され、翌22日にフンシンペック党首代行を辞任した。
2010年5月5日、ノロドム・シハモニ国王により憲法評議会議員に任ぜられ、2019年6月15日まで9年の任期を務めることとなった。

## 日本との関係
2002年2月に来日し、非営利組織グローバル・フォーラム (GFJ) 主催の第1回日・ASEAN対話にパネリストとして参加する。
2008年6月の「G8宗教者サミット2008」の名誉顧問および実行委員の一人として開催支援する。
2012年3月には、GFJ主催の第9回日・ASEAN対話に参加した。

## 栄典
- 友好勲章（英語版）、ベトナム、2005年8月15日[20]。